# برایان وایس
برایان لسلی وایس (به انگلیسی: Brian Leslie Weiss) زاده ۱۹۴۴ روانپزشک امریکایی است. تحقیقات او بر بازگشت به زندگی‌های گذشته و بقای روح بعد از مرگ متمرکز است.

## تحصیلات و فعالیت‌های حرفه‌ای
برایان وایس در دانشگاه کلمبیا تحصیل کرد و بعد از آن در سال ۱۹۷۰ از دانشکده پزشکی دانشگاه ییل فارغ‌التحصیل شد. سپس تحصیلات خود را در پزشکی داخلی در مرکز پزشکی دانشگاه نیویورک کامل کردو پس از آن مجدداً به دانشگده ییل بازگشت و دو سال دوره دستیاری را در رشته روانپزشکی گذراند او رئپس بخش روانپزشکی مرکز پزشکی مانت سنی در میامی شد.

## بازگشت به زندگی‌های گذشته
دکتر ویس می‌گوید که در سال ۱۹۸۰ یکی از بیمارانش به نام کاترین هنگامی که در حالت هیپنوتیزم بود، مطالبی دربارهٔ زندگی گذشته‌اش بیان کرد. دکتر وایس در آن زمان اعتقادی به زندگی‌های گذشته نداشت. اما بعد از اینکه توانست صحت تمام گفته‌های کاترین را بنا به مدارک تأیید کند، به بقای روح بعد از مرگ معتقد شد. او می‌گوید که از سال ۱۹۸۰ توانسته است بیش از ۴۰۰۰ بیمار خود را به زندگی گذشته‌شان برگرداند.
وایس از هیپنوتیزم برای درمان بیمارانش استفاده می‌کند. او معتقد است که بسیاری از بیماری‌ها مانند فوبیا ریشه در زندگی‌های گذشته فرد دارد.

## جراید
وایس در برنامه‌های تلویزیون و رادیو به‌طور مرتب شرکت می‌کند از جمله در برنامه‌های شو اپرا، لاری کینگ و ۲۰/۲۰ . او هشت کتاب دربارهٔ زندگی‌های گذشته منتشر کرده که کتاب « تنها عشق حقیقت دارد» پرفروش‌ترین کتاب یواس ای تودی می‌باشد.

## زندگی شخصی
وایس به همراه همسرش کارول در شهر میامی زندگی می‌کند. دخترش امی در سال ۲۰۱۲ با همکاری او کتابی به نام معجزات پیش می‌آیند نگاشته است.

## برخی از کتب
- استادان بسیار، زندگی‌های بسیار، ترجمه زهره زاهدی ۱۳۸۲
- تنها عشق حقیقت دارد، ترجمه زهره زاهدی ۱۳۷۷
- معجزه وجود دارد،زهره زاهدی 1396
- خود درمانی از طریق بازگشت درمانی مترجم دکتر پروین بیات
- جز عشق راهی نیست ترجمه زهره راهدی